# Abbott (Familienname)
Abbott ist ein englischer Familienname, der „Abt“ (im Neuenglischen abbot geschrieben) bedeutet.

## Namensträger

### A
- Alain Abbott (* 1938), französischer Akkordeonspieler und Komponist
- Alan Abbott (* 1926), britischer Komponist
- Alexander Crever Abbott (1860–1935), US-amerikanischer Hygieniker und Bakteriologe
- Allan Abbott, US-amerikanischer Mediziner
- Amos Abbott (1786–1868), US-amerikanischer Politiker
- Anderson Abbott (1837–1913), kanadischer Arzt
- Andrew Abbott (* 1948), US-amerikanischer Soziologe
- Anthony Abbott (1930–2023), kanadischer Jurist und Politiker
- Asahel Abbott (1805–1889), US-amerikanischer Komponist
- Augustus Abbott (1804–1867), britischer Armeeoffizier
- Austin Abbott (1831–1896), US-amerikanischer Jurist und Schriftsteller

### B
- Benjamin Abbott (1732–1796), US-amerikanischer methodistischer Prediger
- Benjamin Vaughan Abbott (1830–1890), US-amerikanischer Jurist und Autor
- Berenice Abbott (1898–1991), US-amerikanische Fotografin
- Bert Abbott (1875–1911), englischer Fußballspieler
- Brad Abbott (* 1994), englischer Fußballspieler
- Bruce Abbott (* 1954), US-amerikanischer Schauspieler und Tänzer
- Bud Abbott (1895–1974), US-amerikanischer Schauspieler

### C
- C. D. Abbott († 1864), US-amerikanischer Geiger und Komponist
- Cam Abbott (* 1983), kanadischer Eishockeyspieler und -trainer
- Carl Abbott (* 1944), US-amerikanischer Historiker und Urbanist
- Charles Abbott, 1. Baron Tenterden (1762–1832), englischer Jurist
- Charles Abbott, 3. Baron Tenterden (1834–1882), britischer Diplomat
- Charles Abbott (Footballspieler) (* 1939), australischer Footballspieler
- Charles Conrad Abbott (1843–1919), US-amerikanischer Archäologe und Naturforscher
- Charles Lydiard Aubrey Abbott (1886–1975), Administrator der Northern Territories in Australien
- Chris Abbott (* 1983), kanadischer Eishockeyspieler
- Christopher Abbott (* 1986), US-amerikanischer Schauspieler
- Cleve Abbott (1892–1955), US-amerikanischer Leichtathletik-, Football- und Basketballtrainer
- Clifford Abbott (1916–1994), neuseeländischer Komponist

### D
- Daniel Abbott (1682–1760), britischer Kolonialpolitiker
- Darrell Abbott (1966–2004), US-amerikanischer Musiker, siehe Dimebag Darrell
- Dave Abbott (1902–1987), US-amerikanischer Leichtathlet
- David Abbott (1938–2014), britischer Werbetexter und Manager
- Des Abbott (* 1986), australischer Hockeyspieler
- Diahnne Abbott (* 1945), US-amerikanische Schauspielerin und Sängerin
- Diane Abbott (* 1953), britische Politikerin
- Dorothy Abbott (1920–1968), US-amerikanische Schauspielerin
- Douglas Abbott (1899–1987), kanadischer Politiker
- Drew Abbott (* 1947), US-amerikanischer Gitarrist und Sänger

### E
- Edith Abbott (1876–1957), US-amerikanische Sozialwissenschaftlerin
- Edward Abbott (Maler) (1737–1791), englischer Maler
- Edward Abbott (Gouverneur) (18. Jahrhundert), erneuerte das Fort Vincennes, Indiana
- Edward Abbott (Jurist) (1766–1832), australischer Soldat, Politiker und Jurist
- Edward Gilbert Abbott (1825–1855), US-amerikanischer Patient, an dem er Einsatz von Äther demonstriert wurde
- Edward Abbott (Geistlicher) (1841–1908), US-amerikanischer Pfarrer und Autor
- Edwin Abbott (Autor) (1808–1882), britischer Pädagoge, Übersetzer und Autor
- Edwin Abbott (Staatssekretär) (1878–1947), australischer Staatssekretär
- Edwin Abbott (Rugbyspieler) (1909–1976), neuseeländischer Rugbyspieler
- Edwin Abbott Abbott (1838–1926), britischer Theologe und Schriftsteller
- Edwin Milton Abbott (1877–1940), US-amerikanischer Anwalt und Politiker
- Eleanor Hallowell Abbott (1872–1958), US-amerikanische Schriftstellerin
- Elenore Abbott (1876–1935), US-amerikanische Illustratorin, Bühnenbildnerin und Malerin
- Elizabeth Robinson Abbott (1852–1926), US-amerikanische Pädagogin
- Emma Abbott (1850–1891), US-amerikanische Opernsängerin (Sopran)
- Eric Abbott (1929–1988), kanadischer Pianist, Organist und Komponist
- Ernest Frederick Abbott (1843–1916), englischer Unternehmer und Komponist
- Ernest Hamlin Abbott (1870–1931), US-amerikanischer Theologe und Journalist
- Evelyn Abbott (1843–1901), englischer Altertumswissenschaftler

### F
- Felicity Abbott, neuseeländische Szenenbildnerin
- Francis Ellingwood Abbott (1836–1903), US-amerikanischer Philosoph
- Frank Danford Abbott (1853–1944), US-amerikanischer Pianist, Musikkritiker und Komponist
- Frank Frost Abbott (1860–1924), US-amerikanischer Philologe
- Frank Roderic Abbott; (1892–1960), US-amerikanischer Spezialeffektkünstler, siehe F. R. Abbott

### G
- Geoffrey Abbott (* 1985), südafrikanischer Hockeyspieler
- George Abbott (Bildhauer) (1803–1883), englischer Bildhauer
- George Abbott (1887–1995), US-amerikanischer Produzent, Regisseur, Schauspieler und Bühnenschriftsteller
- George Jacob Abbott (1892–1961), US-amerikanischer Musikpädagoge, Kapellmeister und Komponist
- Glenn Abbott (* 1951), US-amerikanischer Baseballspieler
- Gorham Dummer Abbott (1807–1874), US-amerikanischer Pfarrer, Erzieher und Autor
- Grace Abbott (1878–1939), US-amerikanische Sozialreformerin
- Greg Abbott (Politiker) (Gregory Wayne Abbott; * 1957), US-amerikanischer Richter und Politiker
- Greg Abbott (Fußballspieler) (* 1963), englischer Fußballspieler und -trainer
- Gregory Abbott (* 1954), US-amerikanischer Soulmusiker
- Gypsy Abbott (1896–1952), US-amerikanische Schauspielerin

### H
- Harry Abbott (Fußballspieler, 1879) (1879–1970), englischer Fußballspieler
- Harry Abbott (Fußballspieler, 1897) (1897–1968), englischer Fußballspieler
- Henry Abbott (* 1947), irischer Politiker

### I
- Ira Coray Abbott (1824–1908), US-amerikanischer Brigadegeneral
- Isabella Abbott (1919–2010), US-amerikanische Biologin

### J
- Jack Abbott (Fußballspieler) (1943–2002), englischer Fußballspieler
- Jack Henry Abbott (1944–2002), US-amerikanischer Kapitalverbrecher und Schriftsteller
- Jacob Abbott (1803–1879), US-amerikanischer Schriftsteller
- Jacqui Abbott (* 1973), englische Sängerin
- James Abbott (General) (1807–1896), britischer General
- James Abbott (Fußballspieler) (1892–1952), englischer Fußballspieler
- James Abbott (Politiker) (* 1942), kanadischer Politiker
- Jane Abbott (Komponistin) (1851–1934), US-amerikanische Sängerin, Pianistin und Komponistin
- Jane Abbott (Schriftstellerin) (1881–1968), US-amerikanische Schriftstellerin
- Jeff Abbott (* 1963), US-amerikanischer Schriftsteller
- Jeremy Abbott (Kanute) (* 1957), kanadischer Kanute
- Jeremy Abbott (Eiskunstläufer) (* 1985), US-amerikanischer Eiskunstläufer
- Jim Abbott (* 1967), US-amerikanischer Baseballspieler
- Joanne Abbott (* 1955), kanadische Seglerin
- Job Abbott (1845–1896), kanadischer Bauingenieur und Unternehmer
- John Abbott (Politiker) (1821–1893), kanadischer Politiker
- John Abbott (Schauspieler) (1905–1996), britischer Schauspieler
- John Abbott (Fotograf) (* 1959), US-amerikanischer Fotograf
- John Morrill Abbott (1829–1868), US-amerikanischer Organist und Komponist
- John S. Abbott (John Stevens Abbott; 1807–1881), US-amerikanischer Politiker
- John Stevens Cabot Abbott (1805–1877), US-amerikanischer Schriftsteller
- John White Abbott (1763–1851), britischer Maler
- Joseph Abbott (Geistlicher) (1790–1862), kanadischer Geistlicher
- Joseph Abbott (Politiker) (1840–1908), US-amerikanischer Politiker
- Joseph Carter Abbott (1825–1881), US-amerikanischer Journalist, Geschäftsmann und Politiker
- Joseph Palmer Abbott (1842–1901), australischer Politiker
- Josiah Gardner Abbott (1814–1891), US-amerikanischer Politiker

### K
- Katie Abbott (* 1986), kanadische Seglerin
- Katy Abbott (* 1971), australische Komponistin und Musikpädagogin
- Keith Abbott (* 1944), US-amerikanischer Schriftsteller
- Keith Edward Abbott (1814–1873), britischer Diplomat
- Kenneth Abbott (Musiker) (1919–2002), britischer Organist, Chorleiter und Komponist
- Kenneth Morgan Abbott (1906–1988), US-amerikanischer Philologe
- Kurt Abbott (* 1969), US-amerikanischer Baseballspieler
- Kyle Abbott (Baseballspieler) (Lawrence Kyle Abbott; * 1968), US-amerikanischer Baseballspieler
- Kyle Abbott (Musiker), US-amerikanischer Musiker
- Kyle Abbott (Cricketspieler) (* 1987), südafrikanischer Cricketspieler

### L
- L. B. Abbott (1908–1985), US-amerikanischer Kameramann und Spezialeffektkünstler
- Larry Abbott (um 1900–nach 1935), US-amerikanischer Jazzmusiker
- Laurence F. Abbott (Larry F. Abbot; * 1950), US-amerikanischer Physiker und Neurowissenschaftler
- Lawrence Abbott (1902–1985), US-amerikanischer Pianist, Musikschriftsteller und Hochschullehrer für Wirtschaft
- Lemuel Abbott (Dichter) (um 1730–1776), britischer Kleriker und Dichter
- Lemuel Francis Abbott (1760–1803), britischer Maler
- Leo Abbott (* 1950), US-amerikanischer Organist und Komponist
- Lyman Abbott (1835–1922), US-amerikanischer Religionsphilosoph

### M
- Mara Abbott (* 1985), US-amerikanische Radrennfahrerin
- Margaret Abbott (1876–1955), US-amerikanische Golferin
- Mary Abbott (Golferin) (1857–1904), US-amerikanische Golferin und Schriftstellerin
- Mary Abbott (Malerin) (1921–2019), US-amerikanische Malerin
- Matt Abbott (* 1966), kanadischer Segler
- Maude Abbott (1869–1940), kanadische Ärztin
- Megan Abbott (* 1971), US-amerikanische Schriftstellerin
- Monica Abbott (* 1985), US-amerikanische Softballspielerin

### N
- Nabia Abbott (1897–1981), US-amerikanische Islamwissenschaftlerin, Paläografin und Papyrologin
- Nehemiah Abbott (1804–1877), US-amerikanischer Politiker
- Norman Abbott (1922–2016), US-amerikanischer Regisseur und Produzent

### O
- Oscar Abbott (1890–1969), US-amerikanischer Offizier
- Othman A. Abbott (1842–1935), US-amerikanischer Politiker

### P
- Paul Abbott (* 1960), britischer Drehbuchautor und Produzent
- Paweł Abbott (* 1982), polnischer Fußballspieler
- Peter Abbott (Admiral) (1942–2015), britischer Admiral
- Peter Abbott (Fußballspieler) (* 1953), englischer Fußballspieler
- Peter Abbott (Autor), US-amerikanischer Autor
- Philip Abbott (1923–1998), US-amerikanischer Schauspieler

### R
- R. Tucker Abbott (Robert Tucker Abbott; 1919–1995), US-amerikanischer Malakologe
- Reg Abbott (* 1930), kanadischer Eishockeyspieler
- Richard Atkinson Abbott (1883–1954), neuseeländischer Architekt
- Richmond Abbott, britischer Maler
- Robert Abbott (1933–2018), US-amerikanischer Spieleautor
- Roderick Abbott (* 1938), britischer Diplomat und stellvertretender Generaldirektor der Welthandelsorganisation
- Ron Abbott (* 1953), englischer Fußballspieler
- Roger Abbott (* 1946), kanadischer Autor, Schauspieler und Produzent
- Roy Abbott (1927–2004), australischer Politiker (South Australia)
- Ruth Eloise Abbott (1902–1996), US-amerikanische Komponistin

### S
- Samuel Warren Abbott (1837–1904), US-amerikanischer Arzt und Statistiker
- Saunders Alexius Abbott (1811–1894), britischer Militär und Verwaltungsbeamter in Britisch-Indien
- Sean Abbott (* 1992), australischer Cricketspieler
- Senda Berenson Abbott (1868–1954), US-amerikanische Sportlehrerin und Basketballfunktionärin
- Shirley Abbott (1889–1947), englischer Fußballspieler
- Spencer Abbott (* 1988), kanadischer Eishockeyspieler
- Stanley William Abbott (1908–1975), US-amerikanischer Landschaftsarchitekt
- Steve Abbott (Produzent) (* 1954), britischer Filmproduzent
- Steve Abbott (Komiker) (* 1956), australischer Komiker
- Steve Abbott (Schauspieler), US-amerikanischer Schauspieler
- Steve Abbott (Rennfahrer), britischer Motorradrennfahrer
- Steve Abbott (Radsportler) (* 1977), britischer Radsportler
- Stuart Abbott (* 1978), südafrikanischer Rugbyspieler

### T
- Tank Abbott (* 1963), US-amerikanischer MMA-Kämpfer und Wrestler
- Thomas Eastoe Abbott (1786–1854), britischer Dichter
- Thorhilda Abbott-Watt (* 1955), britische Diplomatin
- Tierra Abbott (* 1990), US-amerikanische Schauspielerin
- Todd Abbott, australischer Fernsehproduzent
- Tony Abbott (* 1957), australischer Politiker
- Tony Abbott (Autor) (* 1952), US-amerikanischer Schriftsteller

### V
- Vince Abbott (* 1958), US-amerikanischer American-Football-Spieler
- Vincent Paul Abbott (1964–2018), US-amerikanischer Schlagzeuger, siehe Vinnie Paul

### W
- Walter Abbott (Fußballspieler, 1877) (1877–1941), englischer Fußballspieler
- Walter Abbott (Fußballspieler, 1898) (1898–1945), englischer Fußballspieler
- Wilbur Cortez Abbott (1869–1947), US-amerikanischer Historiker und Pädagoge
- William Alexander Abbott (1895–1974), US-amerikanischer Schauspieler; siehe Bud Abbott
- William Louis Abbott (1860–1936), US-amerikanischer Arzt, Naturforscher und Ornithologe
- Wilhelmina Hay Abbott (1884–1957), schottisch-britische Autorin, Frauenrechtlerin, Suffragette und Feministin
- Wilson Ruffin Abbott (1801–1876), kanadischer Geschäftsmann